# Israel nos Jogos Olímpicos de Verão de 1984
Israel competiu nos Jogos Olímpicos de Verão de 1984, realizados em Los Angeles, Estados Unidos.